# Ковальчук, Юрий Александрович
Юрий Александрович Ковальчук (укр. Юрій Олександрович Ковальчук; 15 мая 1998, Ковель — 23 мая 2022, Белогоровка) — украинский военнослужащий, солдат, участник российско-украинской войны. Герой Украины (8 июля 2023, посмертно).

## Биография
Юрий Ковальчук родился 15 мая 1998 года в городе Ковель Волынской области. Окончил Ковельскую общеобразовательную школу № 1, затем поступил в Ковельский медицинский колледж, который окончил в 2018 году, получив диплом фельдшера.
В 2018 году был призван на срочную военную службу и после прохождения курса молодого бойца направлен в 14-ю отдельную механизированную бригаду. В составе этой бригады принимал участие в АТО на востоке Украины. После демобилизации в 2021 году вновь заключил контракт на три года и продолжил службу в той же бригаде.
С началом полномасштабного вторжения России в Украину в 2022 году Юрий продолжил службу, защищая страну в различных горячих точках, включая районы под Киевом, Черниговом и Изюмом. Был командиром расчёта противотанкового ракетного комплекса «Стугна-П». 23 мая 2022 года погиб в бою в районе посёлка Белогоровка Луганской области.

## Награды
- Звание «Герой Украины» с вручением ордена «Золотая Звезда» (8 июля 2023, посмертно) — за личное мужество и героизм, проявленные в защите государственного суверенитета и территориальной целостности Украины, верность военной присяге[1].
- Медаль «За военную службу Украине» (2 мая 2022) — за личное мужество и отвагу, проявленные в защите государственных интересов, укрепление обороноспособности и безопасности Украины[2].
- Орден «За мужество» III степени (16 марта 2022) — за личное мужество и самоотверженные действия, проявленные в защите государственного суверенитета и территориальной целостности Украины, верность военной присяге[3].